# Albion Knight, Jr.
Albion Knight, Jr, né le 1er juin 1924 et mort le 22 mai 2012 à Gaithersburg, est un homme politique américain, membre du Parti de la Constitution. Il en fut le candidat au poste de Vice-président des États-Unis lors de l'élection de 1992, il formait un tandem avec Howard Phillips pour la présidence sous l'ancien nom du parti, U.S. Taxpayers Party. C'est un pasteur anglican qui a présidé l'United Episcopal Church of North America.